# Weisse Spitze
Weisse Spitze to szczyt w grupie Villgratner Berge, w Wysokich Taurach w Alpach Wschodnich. Leży w Austrii, w Tyrolu Wschodnim. To najwyższy szczyt grupy Villgratner Berge.